# United Nations Integrated Peacebuilding Office in Guinea-Bissau
United Nations Integrated Peacebuilding Office in Guinea-Bissau, kurz UNIOGBIS, bis 2009 United Nations Peacebuilding Office in Guinea-Bissau, UNOGBIS, war eine UN-Mission zur Stabilisierung des afrikanischen Staates Guinea-Bissau.

## Geschichte
Nachdem im Jahre 1994 zum ersten Mal in der Geschichte Guinea-Bissaus freie Wahlen stattgefunden hatten, kam es im Jahre 1998 zum Sturz der Regierung durch das Militär des Landes. Des Weiteren kam es zu Zusammenstößen mit Rebellengruppen in der Region Casamance im Nachbarland Senegal, die auch auf Teile von Guinea-Bissau übergriffen. Um die Situation in dem nach der Unabhängigkeit politisch instabilen Land zu verbessern, beschloss der UN-Sicherheitsrat mit der Resolution 1233 vom 6. April 1999 die Mission United Nations Peacebuilding Office in Guinea-Bissau. Diese startete am 25. Juni 1999. Zu den Aufgaben gehörten der politische Dialog zwischen den Konfliktparteien, die Überwachung von Gesetzen und die Wahrung der Menschenrechte. Im September 2003 wurden folgende Maßnahmen umgesetzt:
- Dialog zwischen allen Konfliktparteien
- Unterstützung und Überwachung zum ordnungsgemäßen Ablauf der Wahlen vom 28. September 2003
- Technische Unterstützung der Wahlen durch die UN
- Ausbildung getrennter nationaler Polizei- und Militärkräfte
- Programm zum Eindämmung von Gewalttaten mit Kleinwaffen und deren Vernichtung
- Finanzielle und logistische Unterstützung der Regierung, Entwicklung von Wirtschafts- und Sozialprogrammen
- Unterstützung beim Aufbau von Verwaltungs- und Justizwesen im Land

Dazu sollten alle politischen Führer des Landes in einen gemeinsamen Dialog treten. Der Einfluss des Militärs, der seit 1980 auf das Justizwesen des Landes besteht, soll abgeschafft werden. Die Einbindung des Landes in die Westafrikanische Wirtschaftsgemeinschaft soll die Entwicklung des Landes spürbar ankurbeln. Aufgrund der langsamen Entwicklung des Landes wurde diese Mission mehrfach,  zum letzten Mal  mit der Resolution 2512 vom 28. Februar 2019 bis zum 31. Dezember 2020 verlängert. Zwischen dem 1. Januar 2010 und 31. Dezember 2020 firmierte sie als United Nations Integrated Peacebuilding Office in Guinea-Bissau.

### Führung
| Name                  | Nationalität           | Beginn der Berufung | Ende der Berufung |
| --------------------- | ---------------------- | ------------------- | ----------------- |
| Rosine Sori-Coulibaly | Burkina Faso           | Mai 2019            | Dezember 2020     |
| José Viegas Filho     | Brasilien              | Mai 2018            | Mai 2019          |
| Modibo Touré          | Mali                   | Mai 2016            | Mai 2018          |
| Miguel Trovoada       | São Tomé               | Juni 2014           | Mai 2016          |
| José Ramos-Horta      | Timor-Leste            | Januar 2013         | Juni 2014         |
| Joseph Mutaboba       | Ruanda                 | Februar 2009        | Januar 2013       |
| Shola Omoregie        | Nigeria                | Oktober 2006        | Dezember 2008     |
| João Bernardo Honwana | Mosambik               | September 2004      | September 2006    |
| David Stephen         | Vereinigtes Königreich | Februar 2002        | April 2004        |
| Nana Sinkan           | Kamerun                | 1999                | 2002              |